# Lill-Rörtjärnen (Ytterhogdals socken, Hälsingland)
Lill-Rörtjärnen är en sjö i Härjedalens kommun i Hälsingland och ingår i Ljusnans huvudavrinningsområde.